# Patientenorientierung
Unter Patientenorientierung und Bürgerorientierung im Gesundheitswesen wird die Orientierung der gesundheitlichen Versorgung an den Interessen von Patienten, von Versicherten sowie von Bürgern verstanden.
Patientenorientierung heißt, dass sich das Gesundheitssystem und die darin handelnden Professionellen an den Wünschen, Erwartungen und der Zufriedenheit der Patienten orientieren. Dabei wird die Patientenorientierung auf den unterschiedlichen Organisationsebenen betrachtet – der Makroebene mit dem Blick auf gesellschaftspolitische Entwicklungen und gesetzliche Rahmenbedingungen, der Mesoebene mit dem Fokus auf Institutionen und Verbände sowie der Mikroebene, bei der die Beziehungen zwischen Professionellen und Patienten im Zentrum stehen.
Gesetzliche Rahmenbedingungen für Bürger- und Patientenorientierung im Gesundheitswesen zielen auf Stärkung von Patientenbeteiligung, Patientenrechten, Gesundheitskompetenz, Patientenberatung, Interessenvertretung der Patienten, Selbsthilfe und Patientensicherheit. Patientenorientierung ist eine konkrete Forderung im gesundheitlichen Qualitätsmanagement und der Erfüllungsgrad; sie dient als Qualitätsmerkmal in der Leistungserbringung durch Einrichtungen und Professionelle im Gesundheitswesen.
Mängel in der Patientenorientierung werden vielfach mit unzureichenden wirtschaftlichen Rahmenbedingungen für die Leistungserbringung begründet.